# Tôn Hoán
Tôn Hoán (tiếng Trung: 孫奐; bính âm: Sun Huan; 195 - 234), tự Quý Minh (季明), là tướng lĩnh Đông Ngô thời Tam Quốc trong lịch sử Trung Quốc.

## Cuộc đời
Tôn Hoán quê ở huyện Phú Xuân, quận Ngô, Dương Châu, là con trai thứ tư của Tôn Tĩnh (em trai Tôn Kiên).
Năm 219, anh trai Tôn Hiệu chết trong trận Tương Phàn, Tôn Hoán tiếp nhận quân đội của Hiệu, được phong chức Dương Vũ trung lang tướng, lĩnh thái thú quận Giang Hạ. Hoán nhậm chức một năm, tuân thủ theo lề lối cũ của Hiệu, lấy lễ đối đãi bọn Lưu Tịnh, Lý Doãn, Ngô Thạc, Trương Lương, Lư Cử, đem ưu khuyết điểm của họ ra để lợi dụng. Tôn Hoán dù không giỏi nói chuyện nhưng biết cách xử sự sao cho hợp lý, nhờ thế mà được quân sĩ cùng dân chúng ngợi khen.
Năm 226, Tôn Hoán theo Tôn Quyền tấn công Thạch Dương. Hoán quen thuộc địa hình, sai thuộc hạ Tiên Vu Đan phong tỏa đường thủy Hoài Hà, tự mình dẫn theo Ngô Thạc, Trương Lương đánh hạ Cao Thành, bắt được ba tướng lĩnh của quân Ngụy. Sau trận chiến, Tôn Quyền duyệt quân của Hoán, thấy quân bị chỉnh tề, vô cùng kinh ngạc, than rằng: Trước kia ta lo lắng hắn ngu dốt, nay xem quân đội của hắn, trong các tướng ít có người bằng, ta không phải lo gì nữa rồi! Nhờ chiến công mà Tôn Hoán được phong làm Dương Vũ tướng quân, tước Sa Tiện hầu.
Tôn Hoán trấn thủ Giang Hạ, yêu quý nho sinh, ra lệnh cho con em binh lính học nho học. Sau này có mấy chục người trong số đó ra làm quan.
Năm 234, Hoán chết, thọ 40 tuổi.

## Gia đình
- Con trai:
  - Tôn Thừa (孫承), con trưởng tập tước Sa Tiện hầu, thay cha trấn thủ Giang Hạ, quan đến Chiêu Vũ trung lang tướng. Năm 241, Thừa mất sớm, không có con.
  - Tôn Nhất (孫壹), con thứ, sau khi anh trai Tôn Thừa chết, tập tước Sa Tiện hầu. Năm 257, đầu hàng tào Ngụy.
  - Tôn Phong (孫封), con út. Năm 256, theo Lã Cứ, Đằng Dận mưu đồ lật đổ Tôn Lâm, bị giết.
- Con gái:
  - Tôn thị (孫氏), em của Tôn Nhất, gả Lã Cứ.
  - Tôn thị (孫氏), em của Tôn Nhất, gả Đằng Dận. Năm 257, theo Nhất đầu hàng.

## Trong văn hóa
Tôn Hoán không xuất hiện trong tiểu thuyết Tam quốc diễn nghĩa của La Quán Trung.